# عائلة كيم
كيم (بالكورية: 김)‏ هو اللقب الأكثر شيوعًا في كوريا، إعتمادًا على تعداد سكان كوريا الجنوبية لعام 2015، كان هناك 10,689,959 شخصًا بهذا الاسم أي 21.5% من عدد السكان. يُستخدم لقب كيم في كلًا من كوريا الجنوبية وكوريا الشمالية. وكلمة كيم تعني «ذهب، حديد، معدن». 

## أصل التسمية
تشيرالوثيقة التاريخية الأولى في المرجع رقم 636 إلى أنه لقب الملك الكوري جينهونغ (526-576). أيضًا في مملكة شيلا (57 قبل الميلاد-935م) التي قاتلت وتحالفت بشكل مختلف في شبه جزيرة كوريا وفي النهاية وحدت معظم كوريا في 668 - كان كيم (الذي يعني الذهب) هو لقب العائلة التي إشتهرت وأصبحت الحاكمة لمملكة شيلا ل 586 سنة.

## أسماء عشائرية كبيرة أخرى

يحمل 21.6٪ من الكوريين اسم عائلة كيم. لكنهم ينحدرون من عشائر وعوائل مختلفة ولهم أسلاف مختلفون.
김(金) - كيم
이(李) - لي، يي، رهي
박(朴) - بارك، باك
최(崔) - تشوي، تشيوي
정(鄭) - تشيونغ، تشونغ، جونغ، جيونغ

### عشيرة أويسونغ
تتبع عشيرة أويسونغ كيم نسبها إلى أخر أمير لمملكة شيلا، الذي أصبح راهبًا في ما بعد.

### عشيرة أندونغ
تنفصل عشيرة أندونغ كيم إلى سلالتان: جو، وشين. كان بعض أعضاء عشيرة جو أندونغ كيم البارزين هم الجنرال كيم سي مين، ورئيس الوزراء كيم سا هيونغ الذي شارك في خريطة غانغنيدو، بالإضافة إلى رويال نوبل كونسورت الذي تم نفيه بسبب السحر. كما كانت عشيرة شين أندونغ كيم واحدة من العشائر القوية التي سيطرت على الجزء الأخير من جوسون. وكان أحد أقوى أعضاء العشيرة هو الأونورابل كيم جو سون الذي كان والد زوج سون جو من جوسون. كما كانت ابنة جو سون هي الملكة سون وو.

### عشيرة كيم هي
من بين الأعضاء القدامى المشهورين باستثناء ملوك جيوم غوان جايا: جنرال شيلا كيم يو سين. في وقت لاحق في شيلا، تم قبول عائلة كيم هي كيم في جميع مستويات البلاد ما عدا أعلى مستوى من نظام رتبة العظام في شيلا.كما أنها العشيرة الأكثر إكتظاظًا بالسكان من بين جميع العشائر الكورية.

### عشيرة جيون جو
تتبع عشيرة جيون جو كيم أصلهم من العائلة الحاكمة لشيلا. وفقًا لإحصاء كوريا الجنوبية لعام 2015 كان 1800853 عشيرة جيون جو في كوريا الجنوبية.

### عشيرة هام شانغ
عشيرة هام شانغ كيم يعود أصلهم إلى مؤسس ولاية جايا، الكونفدرالية الغير معروفة (جوريونغ جايا) الملك تاي جو. أُعيد إكتشاف قبره المزعوم في القرن السادس عشر الذي لا زال محفوظًا من قِبل أفراد عشيرته في العصر الحديث. بلغ عدد أعضاء العشيرة في تعداد كوريا الجنوبية لعام 2000 إلى 26300 عضو فقط.

### عشيرة تشيونع بونغ
عشيرة تشيونع بونغ كيم، إحدى العائلات الأرستقراطية خلال عصر جوسون. وكان هناك ملكتان من هذه العشيرة خلال تلك الفترة. كما أصبح العديد من أعضاء العشيرة رؤساء وزراء.
وغيرها من العشائر الأخرى لعائلة كيم.